# Рожаниці
Рожани́ці — персонажі слов'янської міфології, покровительки роду, сім'ї, домашнього вогнища. Гіпотетично — богині долі. Зазвичай згадуються разом із Родом.

## Згадки
Рожаниці відомі лише з середньовічних церковних текстів і не знані в фольклорі. У повчаннях проти язичництва XI—XII ст. (зокрема творах Кирика Новгородця та «Слові Христолюбця») рожаниці згадуються поряд із Родом. Там вказується, що Роду з рожаницями приносили в жертву каші, хліб, сир і мед.
У астрологічних текстах рожаницями називають 7 планет, які нібито визначають долю людини.

## Реконструкції функцій
Борис Лобовик вважав рожаниць небесними духами-заступницями родючості, які піклуються про плодовитість промислового звіря й худоби, а також є захисницями породілль. З часом риси рожаниць, згідно з Лобовиком, влилися в образ давньоукраїнської богині весни Лади.
Алексанадр Ґейштор доводив, що Рода хибно пов'язувати з рожаницями, оскільки вони взагалі не згадуються в фолькорі, а присутні лише в церковних текстах.
Борис Рибаков вважав рожаниць богинями плодючості. Ладу та Лелю він зараховував до рожаниць.
На думку Володимира Петрухіна, Род і рожаниці — це духи долі, які в середньовічній християнській традиції були замінені відповідно Богом, Богородицею та жінками-святими.
В'ячеслав Іванов і Володимир Топоров писали, що Род і рожаниці близькі до південнослов'янських персонажів — Суда та судениць.